# 橘红鸢尾兰
橘红鸢尾兰（学名：Oberonia obcordata）为兰科鸢尾兰属下的一个种。

## 扩展阅读
- 維基物種上的相關：橘红鸢尾兰